# ليونيل براون (لاعب كريكت)
ليونيل براون (23 أبريل 1872 في المملكة المتحدة - 16 ديسمبر 1938) (بالإنجليزية: Lionel Brown)‏ هو لاعب كريكت بريطاني وبريطاني (وحمل سابقاً جنسية المملكة المتحدة لبريطانيا العظمى وأيرلندا). لعب مع نادي مقاطعة بيدفوردشير للكريكت ‏ وBerkshire County Cricket Club ‏ ونادي الكريكت في جامعة أكسفورد ‏.

## وصلات خارجية
- ليونيل براون على موقع إي آس بي آن كريك إنفو (الإنجليزية)